# 滨河阿尔科莱阿
滨河阿尔科莱阿（西班牙語：Alcolea del Río）是西班牙安达卢西亚自治区塞维利亚省的一个市镇。 总面积50平方公里，总人口3338人（2001年），人口密度67人/平方公里。